# Заджаль
Заджаль (араб. زجل‎) — жанр арабской устной поэзии, уходящий своими корнями в средиземноморскую культуру. Форма заджаля похожа на мувашшах. Заджаль был известен ещё в доисламские времена, но широкое распространение он получил в аль-Андалусе при Омейядах. В настоящее время заджаль распространён в Западной Африке (Алжир и др.) и Ближнем Востоке (Ливан, Палестина и др.), где профессиональные певцы заджаля пользуются большой популярностью у народа. Его исполняют в полу-импровизированной форме, чаще всего в форме дебатов между поэтами (заджджаллин, ар. زجّالين). Они обычно сопровождается игрой на ударных музыкальных инструментах и мужским хором, поющим отрывки из стиха. В последние десятилетия в Алжире и Марокко заджалом часто называется авторская, письменная поэзия на диалектном арабском языке. Это, скорее всего, объясняется стремлением интеллигентской прослойки стран Магриба создать свою поэтическую традицию именно на диалекте, а не на литературном арабском языке.

## Заджаль в Андалусии
С конца IX в прослеживается народная поэзия на смешанном андалусском диалекте арабского языка и испано-романских диалектах, сохранявшихся с доарабских времен. В отличие от мувашшаха, заджаль имел упрощенную ритмическую структуру с преобладанием повествовательного элемента. Заджаль стоит ближе к фольклору и народной песне по языку, тематике, образам и структуре, чем мувашшах. Это дало некоторым исследователям основание считать его переходной формой к более рафинированному мувашшаху.
Ибн Кузман
Арабская традиция повествует о бродячем поэте и музыкант из Кордовы Ибн Кузмане (1080—1160), который вёл вольную жизнь, с неизменным успехом выступая со своими песнями в городах Андалусии и достиг совершенства в сочинении заджалей. Его заджали представляет собой сложный сплав арабских и романо-испанских поэтических традиций. Несмотря на то, что большая часть заджалей Ибн Кузмана — панегирики, в них мало что сохранилось от классической касыды. В структуре, тематике, образах и языке его заджалей ощущается влияние новой среды. Панегирики Ибн Кузмана обычно состоят из любовного вступления с ярко выраженным эротическим элементом и панегирической части с обязательной просьбой о вознаграждении. Он также сочинял застольные песни и заджали с бытовыми картинками и описанием природы.